# Víktor Kravchenko
Víktor Andréievich Krávchenko (en ucraniano: Ві́ктор Андрі́йович Кра́вченко; en ruso: Ви́ктор Андре́евич Кра́вченко; 11 de octubre de 1905 en Ekaterinoslav - 25 de febrero de 1966 en Nueva York, Estados Unidos) fue un [autor soviético que escribió acerca de su vida en la Unión Soviética como funcionario soviético en su libro “Yo elegí la libertad”, publicado en 1946, y de cuya autoría caben dudas. También escribió acerca de su experiencia en Estados Unidos.

## Primeros años
Nacido en una familia ucraniana de padre revolucionario pero sin partido, Krávchenko llegó a ser ingeniero. Miembro entusiasta del Partido Comunista en la década de 1920, más tarde se desengañó del comunismo al ver las consecuencias de la colectivización en su Ucrania natal y como consecuencia de las vejaciones que sufrió durante la Gran Purga, aunque consiguió evitar el arresto. Durante la Segunda Guerra Mundial sirvió como capitán en el ejército soviético, antes de ser enviado a la Comisión Soviética de Compras en Washington D. C.

## Deserción
En 1944 abandonó su puesto y pidió asilo político en los Estados Unidos. Sin embargo, las autoridades soviéticas exigieron su inmediata extradición, acusándolo de traición. El embajador Joseph E. Davies llamó directamente al presidente Franklin D. Roosevelt, en nombre de Stalin, para que se obligara a Krávchenko a regresar a la URSS. Se le concedió el asilo, pero vivió bajo seudónimo a partir de entonces, por temor a ser asesinado por agentes soviéticos.
Krávchenko inició una nueva vida junto a una mujer estadounidense, Cynthia Kuser-Earle. Formaron una familia, pero nunca llegaron a casarse para eludir la posibilidad de ser detectados por los soviéticos. Tuvieron dos hijos, Anthony y Andrew, que hasta 1965 ignoraron la identidad de su padre y vivieron con el apellido de la madre (Earle). Más de 30 miembros de su familia fueron asesinados en la Unión Soviética.
Cuando Krávchenko desertó tenía un hijo, Valentín (nacido en 1935), y estaba casado con Zinaída Gorlova. Ella se volvió a casar y el segundo marido adoptó a Valentín y cambió su apellido por el del padrastro. A pesar de su nuevo apellido, Valentín fue finalmente señalado como hijo de un "traidor a la patria" y bajo ciertas acusaciones fue condenado cinco años en el GULAG, en 1953. Las condiciones del Gulag lo condujeron a intentar suicidarse en su celda. Valentín solicitó asilo político en Estados Unidos cuando supo que su medio hermano Andrew vivía allí (el otro hijo estadounidense, Anthony, había muerto en 1969). Los dos medios hermanos se reunieron en Arizona en 1992 en una emotiva rueda de prensa. Valentín murió en 2001 de insuficiencia cardíaca. Recibió la ciudadanía estadounidense en el día de su muerte.

## Autor
Krávchenko escribió un libro de memorias, “Yo escogí la libertad”, que fue un éxito de ventas tanto en los Estados Unidos como en Europa. El libro contiene extensas revelaciones sobre la colectivización, los campos de prisioneros en la Unión Soviética y los trabajos forzados y se publicó en un momento de creciente tensión entre la Unión Soviética y Occidente. Su publicación fue recibida con una campaña de ataques verbales por parte de la Unión Soviética y los partidos comunistas de distintos países. Krávchenko había llegado a un acuerdo previo con el respetado periodista Eugene Lyons, según el cual Lyons no aparecería como autor del libro, aunque recibiría un porcentaje de los derechos de autor. Cabe la duda sobre la autoría de éste libro: en el segundo tomo de sus memorias, titulado "La fuerza de las cosas", la filósofa y escritora feminista Simone de Beauvoir, dice: "En enero se abrió el proceso Kravchenko; continuó difamando a Les Lettres Françaises. Ésta había revelado que su libro "Yo elegí la libertad" había sido fabricado por los servicios norteamericanos". (Editorial sudamericana, pág. 211)
Krávchenko dejó otro libro de memorias menos conocido, que fue también un éxito de ventas en Europa, “Yo elegí la justicia”  (1950), en el que se ocupaba sobre todo del desarrollo de su "juicio del siglo" en Francia.

## El juicio del siglo
El ataque contra la personalidad de Krávchenko, por parte del semanario comunista francés Les Lettres françaises, dirigido por Louis Aragon, dio lugar a su demanda por difamación ante un tribunal francés. El largo juicio tuvo lugar en 1949 y en él declararon cientos de testigos, por lo que se lo llamó 'El Juicio del Siglo ". El Estado soviético envió a antiguos colegas de Krávchenko para denunciarlo, acusándolo de ser un traidor, un desertor y un estafador. Su ex mujer apareció así acusándolo de abusar de ella físicamente y de ser sexualmente impotente. Cuando un oficial de la KGB alegó que había sido declarado deficiente mental, Krávchenko se puso de pie y gritó: "¡No estamos en Moscú! ¡Si no fueras un testigo te rompería la cabeza!"
Los abogados de Krávchenko presentaron de forma convincente testigos que habían sobrevivido al GULAG soviético, incluyendo a Margarete Buber-Neumann, la viuda del comunista alemán Heinz Neumann, que fue fusilado durante la Gran Purga. Como sobreviviente de los campos de concentración, tanto de los soviéticos como de los nazis, su testimonio corroboró las denuncias de Krávchenko relativas a las similitudes esenciales entre las dos dictaduras. El tribunal falló finalmente que Krávchenko había sido injustamente difamado y le concedió un desagravio simbólico. En opinión de un observador de aquella época, Alexander Werth,
Técnicamente Krávchenko ganó su caso... que atrajo la atención de todo el mundo sobre su causa y dañó el Partido Comunista en Francia, aunque no recibió la indemnización que había pedido para cubrir los gastos que le originó el juicio.
Les Lettres françaises apeló el veredicto. Un tribunal francés superior confirmó la sentencia, pero redujo la multa de 50 000 francos a 3 francos, menos de 1 $, con el argumento de que la publicidad del juicio había ayudado a Krávchenko a vender su libro.

## Últimos años
Socialista democrático toda su vida, Krávchenko se sentía cada vez más alejado de la política estadounidense, tanto de la derecha antisocialista como de una izquierda cada vez menos anticomunista. Vivió en Perú y Nueva York y tomó ciertas iniciativas en la idea de contrarrestar el estalinismo a través de empresas que crearan mejores condiciones de vida y una sociedad mejor para los trabajadores. En este sentido, invirtió los beneficios obtenidos con la venta de “Yo escogí la libertad” en empresas mineras peruanas, pero estas empresas fracasaron debido a obstrucciones oficiales y a turbias actividades de sus socios. Su biógrafo y simpatizante Gary Kern sospecha que el KGB tuvo parte en ese fracaso.

## Suicidio o asesinato
La decisión de Krávchenko de abandonar la Unión Soviética condenó a los miembros de la familia que dejó atrás al acoso, el encarcelamiento y cosas peores. Algunos miembros de su familia fueron asesinados. Se sabe que Krávchenko fue localizado [7] en 1944 [8] por agentes de la NKVD, en particular Marcos Zborowski, [9] y posteriormente seguido de cerca por el NKVD [10] y, más tarde, por agentes de operaciones especiales de la KGB.
La muerte de Krávchenko en 1966, de una herida de bala en la cabeza, en el despacho de su apartamento de Manhattan, fue reportada oficialmente como suicidio. Este punto de vista es ampliamente aceptado, incluso por su biógrafo Gary Kern. Los archivos del FBI obtenidos por Kern, después de una demanda de seis años en los tribunales, mostraban que el presidente Lyndon B. Johnson había demostrado un gran interés por el suicidio de Krávchenko y había exigido al FBI que determinara si su nota de suicidio era auténtica o una fabricación soviética. El FBI determinó que era auténtica. Sin embargo, algunos detalles sobre los últimos días de Krávchenko siguen siendo cuestionables y su hijo Andrew cree que pudo haber sido víctima de un asesinato de la KGB. Andrew Kravchenko produjo una película documental en 2008, “El desertor”, [12] [13] sobre su padre.

## Libros
- Kern, Gary (2007) The Kravchenko Case: One Man's War On Stalin Archivado el 1 de noviembre de 2013 en Wayback Machine., Enigma Books, ISBN 978-1-929631-73-5